# ヒメアルマジロ
ヒメアルマジロ（Chlamyphorus truncatus）は、アリクイ目アルマジロ科ヒメアルマジロ属に分類されるアルマジロ。

## 分布
アルゼンチン固有種。

## 形態
体長8.4-11.7cm。尾長2.7-3.5cm。体重0.1kgとアルマジロ科最小種。鱗甲板の色彩はピンク色。腹面や四肢は白い体毛で覆われる。
耳介は小型で、体毛に覆われ外観からは確認しづらい。吻は突出し、鼻孔は下方に開口する。これにより土を掘っている際に、鼻孔から土が侵入しづらくなっている。

## 生態
基底が砂の乾燥した草原、半砂漠地帯などに生息する。夜行性で、昼間は地面に掘った穴の中で休む。主に巣穴の中で生活するが、採食のために僅かな時間だけ地表で活動する。尾を上げて移動することができないため、尾を引きずって移動する。危険を感じると地面に穴を掘り、素早く隠れる。この際に臀部にある鱗甲板が巣穴の蓋の役割をする。
食性は動物食傾向の強い雑食で、昆虫類（甲虫類およびその幼虫、アリ）、陸棲の貝類、ミミズ、球根などを食べる。
繁殖形態は胎生。

## 人間との関係
開発による生息地の破壊、人為的に移入されたイヌによる食害などにより生息数は減少している。